# Martin Bygate
Martin Bygate (Lancaster, 1950 –) brit nyelvész. Jelenleg tiszteletbeli professzor a Lancasteri Egyetemen, az Egyesült Királyság Nyelvtudományi és Angol Tanszékén. Kutatása az alkalmazott nyelvészetre összpontosít, különös tekintettel a tandem nyelvtanulásra, a pedagógiai nyelvtanra és a feladat alapú nyelvtanulásra.

## Karrier
Bygate előadó volt a Readingi Egyetemen 1986 és 1994 között, a Leeds Egyetemen pedig 1994 és 2003 között. 2003 és 2004 között a Hong kongi Oktatási Intézet angol tanszékének tanácsadója volt. 
1989 és 1995 között Bygate a Brit Alkalmazott Nyelvészeti Társaság (BAAL) értekezlet titkára és 1988 és 1989 között a kiadványtitkára volt. 2006 és 2009 között a BAAL „Nyelvtanulás és tanítás” Különleges Érdeklődési Csoport koordinátora volt. 
1998 és 2004 között Bygate az Applied Lingusitics társszerkesztőjeként dolgozott, és az alkalmazott nyelvészet, a nyelvtanítás kutatása és a nyelvtanítás szerkesztőségének tagja. 
2003 szeptemberében kinevezték az alkalmazott nyelvészet és nyelvoktatás professzorává a Lancasteri Egyetem Nyelvtudományi és Angol Tanszékén.
2008-ban az AILA (Association Internationale de Linguistique Appliquee), az International Association of Applied Linguistics (magyarul: Alkalmazott Nyelvészet Nemzetközi Szövetségének) elnökévé választották 3 évre. 
Bygate 2011. június 9-én plenáris ülést tartott a Párizsban, a Sorbonne Nouvelle konferencián.
2011-ben Bygate a 16. Pekingben tartott AILA világkongresszus elnöke volt.

## Kutatás
Bygate azt állította, hogy az alkalmazott nyelvészet legfontosabb trendje a terület generikus tudományterületként való megjelenése, amely több alterületet foglal magában, mindegyik célja a nyelv elméleti és empirikus tanulmányainak kidolgozása, mint a valós világ problémáinak kulcseleme.
Bygate cikkeket gyűjtött össze különféle területekről, amelyek mindegyike az alkalmazott nyelvészet meglehetősen különálló területéről állt az Applied Linguistics kiadványban.
Bygate egy cikket publikált a The Language Learning Journal folyóiratban, amelyben a feladatalapú nyelvoktatás eredetét, jelenét és jövőjét tárgyalta.

## Közlemények
A Bygate számos nagyobb folyóiratban publikált, mint például az Applied Linguistics, az AILA Review és a The Language Learning Journal. 

## Bibliográfia

### Könyvek
- Bygate, M., Van den Branden, K. (Ed.), Bygate, M. (Ed.), & Norris, J. (Ed.) (2009). Task-based language teaching : a reader. (Task-Based Language Teaching). Amsterdam: John Benjamins Publishers.
- Samuda, V., & Bygate, M. (2008). Tasks in second language learning. (Research and practice in applied linguistics). Basingstoke: Palgrave Macmillan.

### Cikkek
- Bygate, M. (2004). Some current trends in applied linguistics: towards a generic view. AILA Review, 17(1), 6-22. doi:
- Bygate, M. (2005). Applied linguistics: a pragmatic discipline? A generic discipline? Applied Linguistics, 26(4), 568-581. doi:
- Bygate, M. (2016). Sources, developments and directions of task-based language teaching. Language Learning Journal, 44(4), 381-400. doi:

## Fordítás
- Ez a szócikk részben vagy egészben  a   Martin Bygate című angol Wikipédia-szócikk ezen változatának fordításán alapul.  Az eredeti cikk szerkesztőit annak laptörténete sorolja fel. Ez a jelzés csupán a megfogalmazás eredetét és a szerzői jogokat jelzi, nem szolgál a cikkben szereplő információk forrásmegjelöléseként.